# MFK Ružomberok
Maillots
Actualités
Le MFK Ružomberok est un club slovaque de football basé à Ružomberok.

## Historique
- 1906 : fondation du club sous le nom de ŠK Ružomberok
- 1948 : fusion avec le SBZ Ruzomberok en Sokola SBZ Ružomberok
- 1953 : le club est renommé DSO Iskra Ružomberok
- 1955 : révocation de la fusion, le club est renommé Iskra Ružomberok
- 1957 : le club est renommé TJ BZVIL Ružomberok
- 1989 : le club est renommé TJ BZ Ružomberok
- 1992 : le club est renommé ŠK Texicom Ružomberok
- 1995 : le club est renommé MŠK Ružomberok
- 1996 : le club est renommé MŠK SCP Ružomberok
- 2001 : 1re participation à une Coupe d'Europe (C3, saison 2001-2002)
- 2003 : le club est renommé MFK Ružomberok

## Bilan sportif

### Palmarès
- Championnat de Slovaquie
  - Champion : 2006
  - Vice-champion : 2022

- Coupe de Slovaquie
  - Vainqueur : 2006 et 2024
  - Finaliste : 2001, 2018, 2020 et 2025

### Bilan européen
Note : dans les résultats ci-dessous, le score du club est toujours donné en premier
| Saison    | Compétition             | Tour              | Club               | Domicile | Extérieur | Total |
| --------- | ----------------------- | ----------------- | ------------------ | -------- | --------- | ----- |
| 2001-2002 | Coupe UEFA              | Tour préliminaire | Belchina Babrouïsk | 3 - 1    | 0 - 0     | 3 - 1 |
| 2001-2002 | Coupe UEFA              | Premier tour      | ES Troyes AC       | 1 - 0    | 1 - 6     | 2 - 6 |
| 2006-2007 | Ligue des champions     | Premier tour Q    | Djurgårdens IF     | 3 - 1    | 0 - 1     | 3 - 2 |
| 2006-2007 | Ligue des champions     | Deuxième tour Q   | CSKA Moscou        | 0 - 2    | 0 - 3     | 0 - 5 |
| 2006-2007 | Coupe UEFA              | Premier tour Q    | Club Bruges        | 0 - 1    | 1 - 1     | 1 - 2 |
| 2017-2018 | Ligue Europa            | Premier tour Q    | Vojvodina Novi Sad | 2 - 0    | 1 - 2     | 3 - 2 |
| 2017-2018 | Ligue Europa            | Deuxième tour Q   | SK Brann           | 0 - 1    | 2 - 0     | 2 - 1 |
| 2017-2018 | Ligue Europa            | Troisième tour Q  | Everton FC         | 0 - 1    | 0 - 1     | 0 - 2 |
| 2019-2020 | Ligue Europa            | Premier tour Q    | Levski Sofia       | 0 - 2    | 0 - 2     | 0 - 4 |
| 2020-2021 | Ligue Europa            | Premier tour Q    | Servette FC        | N/A      | 0 - 3     | 0 - 3 |
| 2022-2023 | Ligue Europa Conférence | Premier tour Q    | Kauno Žalgiris     | 2 - 0    | 0 - 0     | 2 - 0 |
| 2022-2023 | Ligue Europa Conférence | Deuxième tour Q   | Riga FC            | 0 - 3    | 1 - 2     | 1 - 5 |
| 2024-2025 | Ligue Europa            | Premier tour Q    | Tobol Kostanaï     | 5 - 2    | 0 - 1     | 5 - 3 |
| 2024-2025 | Ligue Europa            | Deuxième tour Q   | Trabzonspor        | 0 - 2    | 0 - 1     | 0 - 3 |
| 2024-2025 | Ligue Conférence        | Troisième tour Q  | Hajduk Split       | 0 - 0    | 1 - 0     | 1 - 0 |
| 2024-2025 | Ligue Conférence        | Barrages Q        | FC Noah            | 3 - 1    | 0 - 3     | 3 - 4 |

Légende
- Victoire ou qualification pour le tour suivant
- Match nul
- Défaite ou élimination de la compétition

## Joueurs

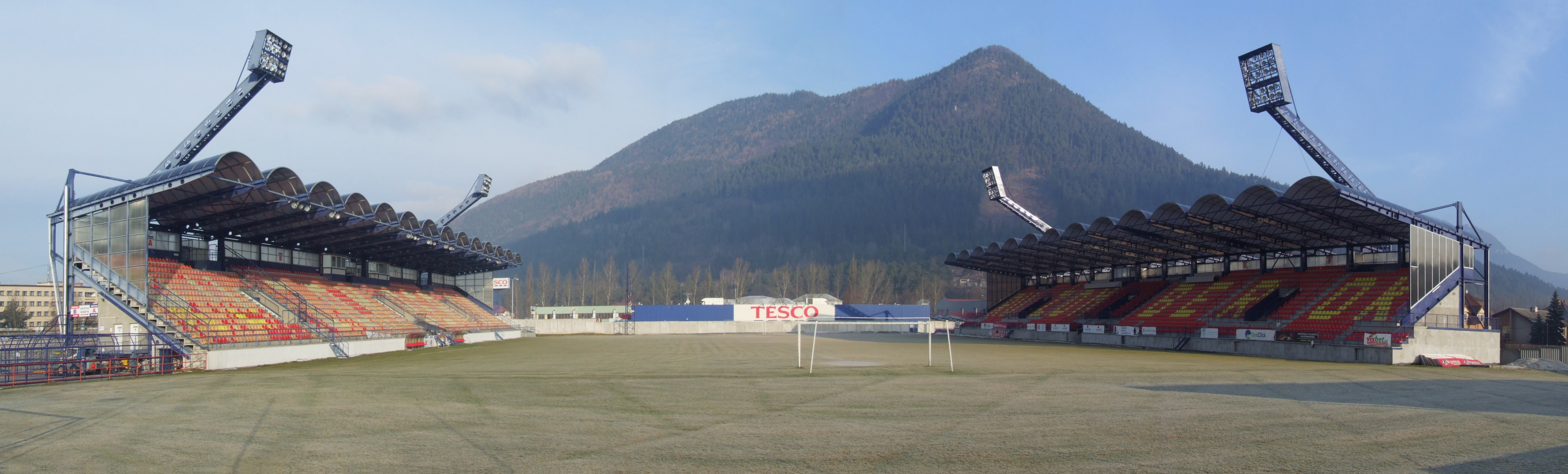
Le stade du MFK Ružomberok